# Heilmittelerbringer
Als Heilmittelerbringer werden in Deutschland die Berufsgruppen der Physiotherapeuten, Logopäden, Ergotherapeuten, Ernährungsberatung, Hebammen, Podologen und weiteren Berufsgruppen, die Heilmittel auf Rezept mit der Krankenkasse abrechnen können, verstanden.

## Rezeptform für Heilmittel
Rezepte für Heilmittel, die die jeweiligen spezialisierten Therapeuten mit einer gesetzlichen Krankenkasse abrechnen können, folgen dem Muster 13 und sehen anders aus als die „klassischen“ Rezepte für Arzneimittel.

## Liste der Heilmittel der Krankenkassen
Der Kassenärztliche Bundesverband gibt eine Heilmittel-Liste heraus, auf der die Arten der Heilmittel verzeichnet sind, die von den Heilmittelerbringern abgerechnet werden dürfen. Private Krankenkassen und die Beihilfe haben abweichende Heilmittelpreise und abweichende Listen.